# Defensores Unidos
Die Defensores Unidos sind ein argentinischer Fußballverein aus Zárate. Der Verein wird auch Cadu oder Celestes genannt.

## Geschichte
Die Defensores Unidos gingen aus dem Club Paraná hervor, als sich Mitglieder Paranás für die Gründung eines eigenen Vereins entschieden hatten. Seit 1931 trägt der Verein den Namen Defensores Unidos, zuvor hieß er Defensores de Paraná. 1935 wurde das Gelände „El palomar“ gekauft, wo verschiedene Sporteinrichtungen wie eine Schwimmhalle und Plätze für Basketball und Tennis entstanden. Die zentralen Einrichtungen befinden sich im Sportgelände von Villa Fox. 1966 trat der Verein der Asociación del Fútbol Argentino bei und spielt seitdem in verschiedenen Ligen, derzeit in der Primera Nacional B.

## Stadion
Ihre Heimspiele tragen die Defensores Unidos im 6000 Zuschauer fassenden Estadio Mario Losinno aus, das vor 2019 den Namen Estadio Gigante de Villa Fox trug. Das Stadion wurde 1942 eröffnet.

## Erfolge
- Primera B Metropolitana: 2022
- Primera C: 1993/94, 2017/18